# Theridion gramineum
Theridion gramineum är en spindelart som beskrevs av Zhu 1998. Theridion gramineum ingår i släktet Theridion och familjen klotspindlar. Inga underarter finns listade i Catalogue of Life.